# Waldbrände in Kalifornien 2020

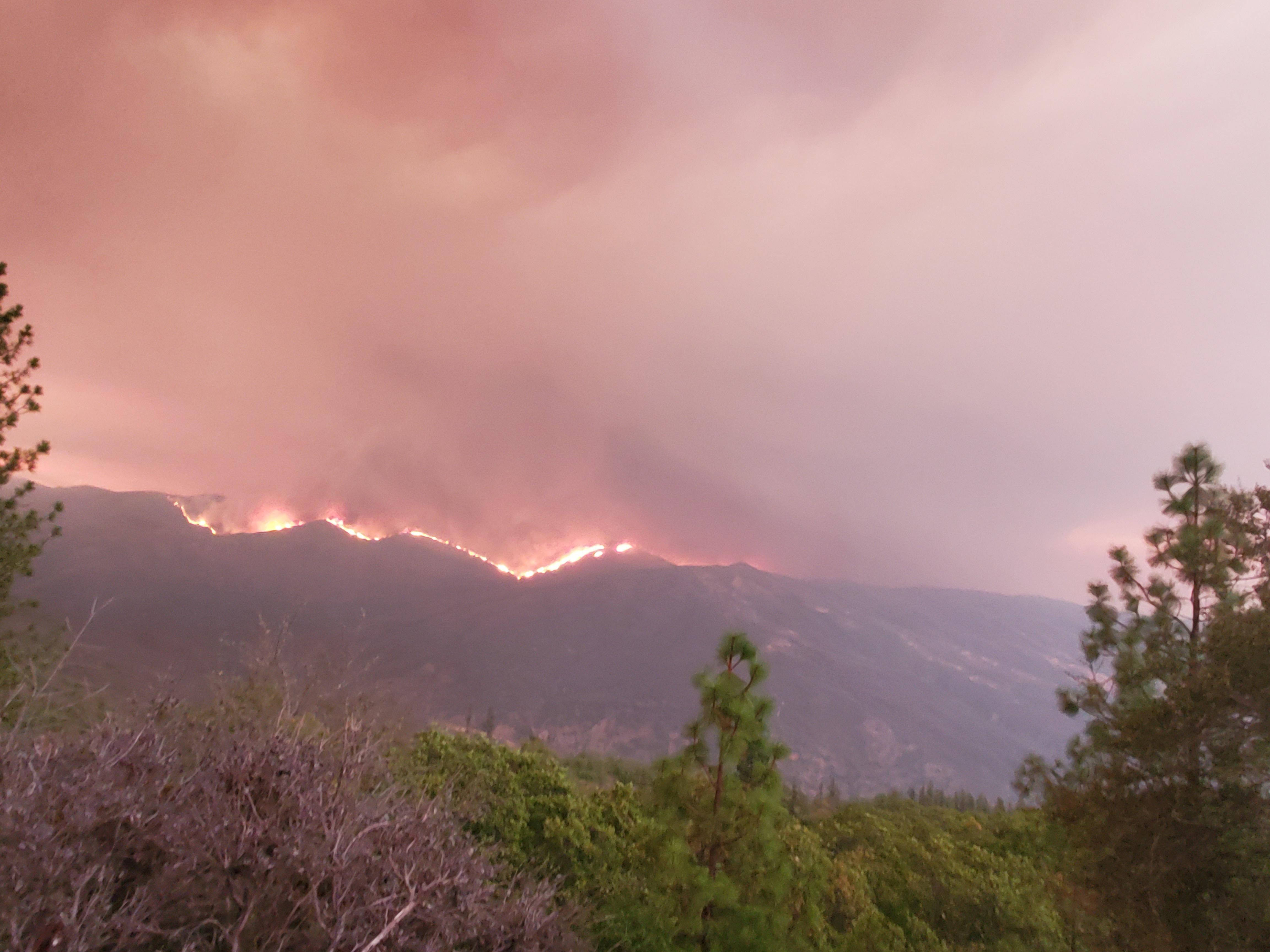
In Flammen stehender Wald, Doe Fire

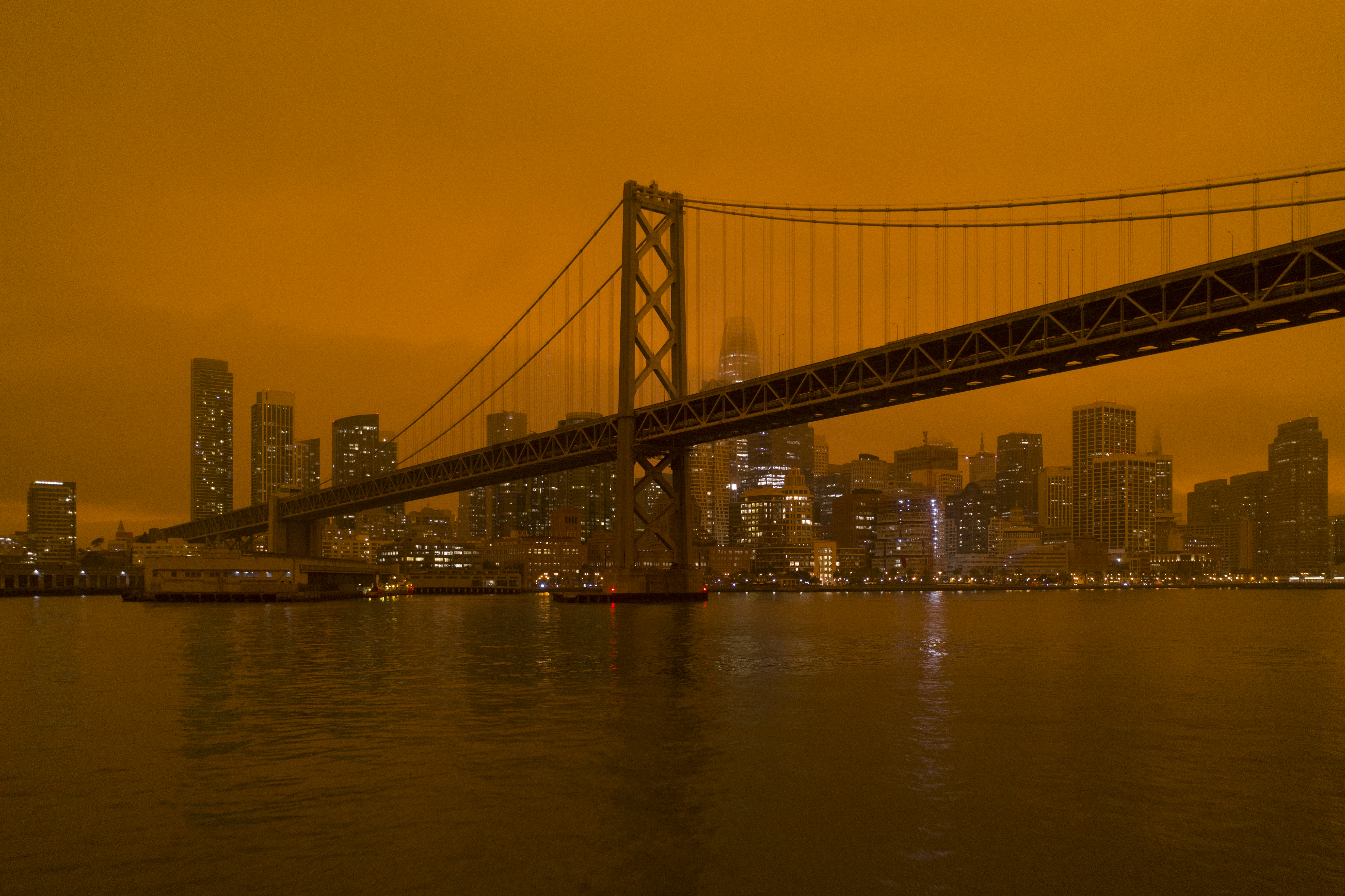
Sichtbedingungen in San Francisco mit Bay Bridge um die Mittagszeit, 9. September

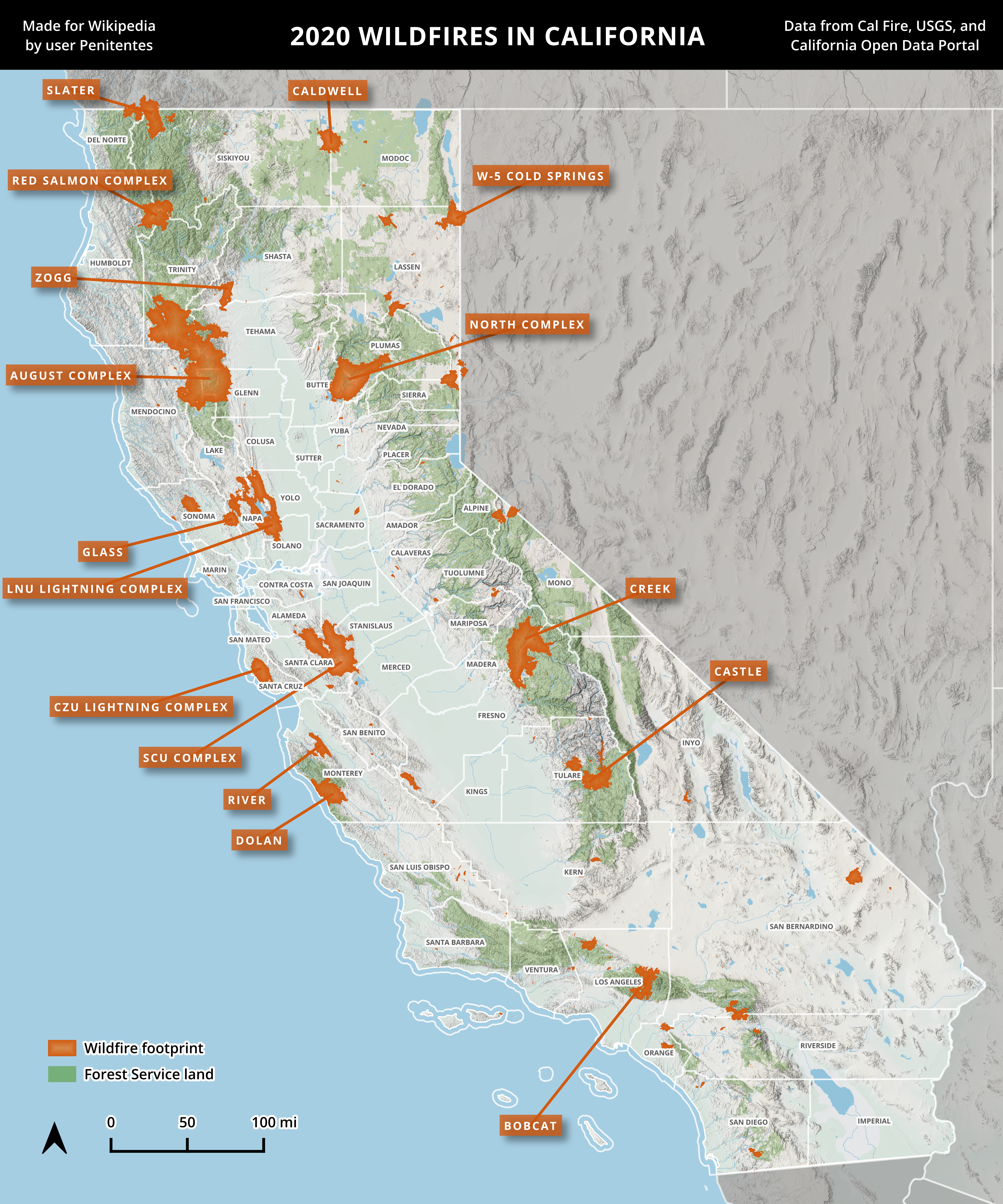
Fußabdruck der großen Waldbrände im Jahr 2020

Die Waldbrände in Kalifornien 2020 sind eine Serie von Waldbränden im US-Bundesstaat Kalifornien. Sie begannen im Sommer 2020. Insgesamt waren mit Stand 16. Dezember 9.639 verschiedene Feuer gemeldet worden, die knapp 4,2 Mio. acre Wald (ca. 16.800 Quadratkilometer) vernichten (dies entspricht ca. 4 % der gesamten Landesfläche Kaliforniens). Es wurden etwa 10.500 Gebäude zerstört. Mindestens 31 Menschen kamen ums Leben. Gemessen an der verbrannten Fläche war die Waldbrandsaison 2020 vor der Waldbrandsaison 2021 (ca. 10.000 km²) mit Abstand die schwerste seit Beginn der Aufzeichnungen. Bereits Anfang September waren mehr als 8000 km² Wald vernichtet worden; mehr als in jeder anderen Saison seit Beginn der systematischen Aufzeichnungen. Das Ausmaß der Brände trat dabei im historischen Vergleich außergewöhnlich früh auf; üblicherweise sind der September und Oktober die Monate mit den stärksten Bränden. Die kalifornische Waldbrandsaison war Teil der US-amerikanischen Waldbrandsaison 2020, die mit insgesamt 10,25 Mio. acre verbrannter Fläche (41.000 km², Stand 18. Dezember 2020) ebenfalls einen neuen Flächenrekord aufstellte.
Es kam wiederholt zu Massenevakuierungen. Ende August wurden zeitgleich etwa 140.000 Menschen evakuiert, Anfang Oktober erneut mehr als 96.000. Mit Stand 22. September brannten parallel fünf der sechs größten jemals in Kalifornien beobachteten Brände. Insgesamt traten 2020 sechs der 20 größten, sechs der 20 zerstörerischsten und zwei der 20 tödlichsten Feuer in der Geschichte Kaliforniens auf. Größtes Feuer war dabei der August Complex, der bis zum 5. Oktober eine Größe von mehr als 4.000 km² erreicht hatte und damit mehr als doppelt so groß war wie der zweitgrößte kalifornische Waldbrand, der Mendocino Complex aus der Waldbrandsaison 2018. Die Ränge drei bis sechs in dieser bis 1932 zurückreichenden Statistik nahmen der SCU Lightning Complex, der LNU Lightning Complex, der North Complex und das Creek Fire ein, die allesamt im August bzw. September 2020 ausbrachen.
Die Feuer wurden begünstigt durch eine langanhaltende Dürre und starke Winde. Aufgrund des simultanen Auftretens über eine sehr große Fläche und der enormen Geschwindigkeit, mit der sie an Größe zulegten, wurden die Brände als beispiellos in der jüngeren (amerikanischen) Geschichte bezeichnet, einzig vergleichbar mit dem Großen Brand von 1910 in Montana und Idaho.
Die entstandenen Schäden durch die Feuer werden auf mindestens 10 Mrd. US-Dollar geschätzt. Hinzu kommen die Schäden aus der Freisetzung von Treibhausgasen, die alleine auf ca. 7,1 Mrd. US-Dollar geschätzt werden. Die Emissionen der Brände werden auf ca. 127 Millionen Tonnen Kohlenstoffdioxidäquivalente geschätzt. Zum Vergleich: 2019 wurden in Kalifornien insgesamt ca. 418 Millionen Tonnen Kohlenstoffdioxidäquivalente (CO2eq) ausgestoßen. Damit wären die Waldbrände in diesem Jahr nach Verkehr (166 Mio. Tonnen CO2eq) und vor Industrie (88 Mio. Tonnen CO2eq) und Stromerzeugung (59 Mio. Tonnen CO2eq), falls berücksichtigt, der zweitgrößte Treibhausgasemittent in dem Bundesstaat gewesen. Auch in Fauna und Flora richteten die Feuer große Schäden an. Besonders schwer getroffene Baumarten waren Riesenmammutbäume, Küstenmammutbäume und Josua-Palmlilien, die drei charakteristischen Baumarten Kaliforniens. Schätzungen zufolge vernichtete alleine das Castle Fire zwischen 7.500 und 10.600 Riesenmammutbäume; ca. 10 bis 14 % der gesamten natürlichen Population dieser Art.

## Überblick: Waldbrände an der Westküste der USA 2020
Die Waldbrände des Jahres in Kalifornien waren Teil einer extrem aktiven Waldbrandsaison an der Westküste der Vereinigten Staaten 2020, die von Juni bis Dezember dauerte und in mehreren Bundesstaaten Rekord brach. Neben Kalifornien waren insbesondere Oregon, Washington und Colorado schwer von Waldbränden betroffen. In Oregon verbrannte eine Fläche von mehr als einer Million Acre, zudem wurden mehr als 4.000 Wohnhäuser zerstört. Auf dem Höhepunkt der Brandsaison galten für mehr als 10 % der Bevölkerung des Bundesstaates Evakuierungswarnungen oder -anordnungen. Colorado erlebte die drei größten Brände seiner Geschichte.

## Verlauf

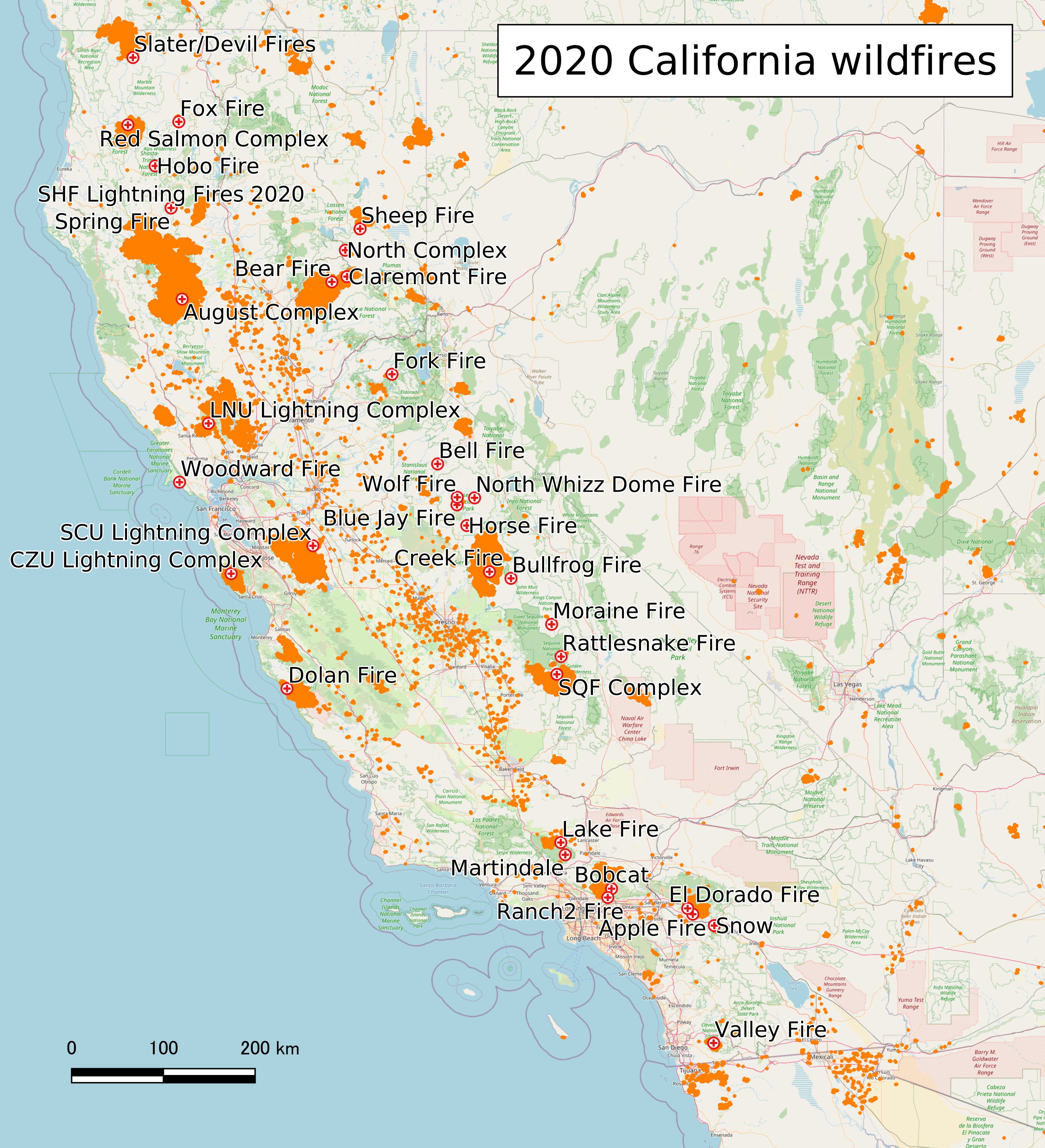
Waldbrandkarte (Stand 30. September)

Nachdem ein heißer Frühling die Vegetation ausgetrocknet hatte und auch die Sommermonate des Jahres 2020 heiß und trocken waren, war eine schwere Brandsaison erwartet worden. Die erste Serie schwerer Feuer brach Mitte August aus, nachdem in Kalifornien binnen drei Tagen heftige Gewitter mit knapp 11.000 Blitzeinschlägen aufgetreten waren. Am 18. August rief der Gouverneur Gavin Newsom den Notstand aus. Zuvor hatte es im Südwesten Kaliforniens eine Hitzewelle gegeben, die Rekorde brach. Unter anderem war im Death Valley eine Temperatur von 130 Grad Fahrenheit (ca. 54,5 °C) gemessen worden, die wahrscheinlich höchste Temperatur, die mindestens seit dem Jahr 1931 auf der Erde gemessen wurde.
Eine zweite große Welle brach Anfang September aus, als Teile von Kalifornien von einer massiven Hitzewelle erfasst wurden, die verschiedene Rekorde brach. Verschiedene Brände nahmen zudem binnen kurzer Zeit eine enorme Größe an. So wuchs z. B. das Bear Fire nördlich von Sacramento über Nacht um 230.000 acre (ca. 920 km²).
Angefacht wurden die Feuer durch starke, trockene Winde von See, die dazu beitrugen, dass außergewöhnliche Brandbedingungen auftreten konnten. Diese führten unter anderem dazu, dass sich etwa 12 km hohe, pilzförmige Rauchwolken sowie Feuertornados bildeten, die das Eindämmen der expandierenden Brände nahezu unmöglich machen. Infolge der Dürre in Kalifornien 2011–2017, die ein Hauptgrund für das Absterben von ca. 163 Mio. Bäumen war, stand zudem sehr viel leicht brennbares Material zur Verfügung.
Am 9. September waren ca. 2,5 Mio. acre betroffen (ca. 10.000 km²); etwa 20-mal so viel Fläche wie im vorherigen Rekordjahr 2018 zu dieser Zeit. Mitte September hatten die Brände Schätzungen zufolge bereits rund 80 Millionen Tonnen Kohlenstoffdioxid freigesetzt.

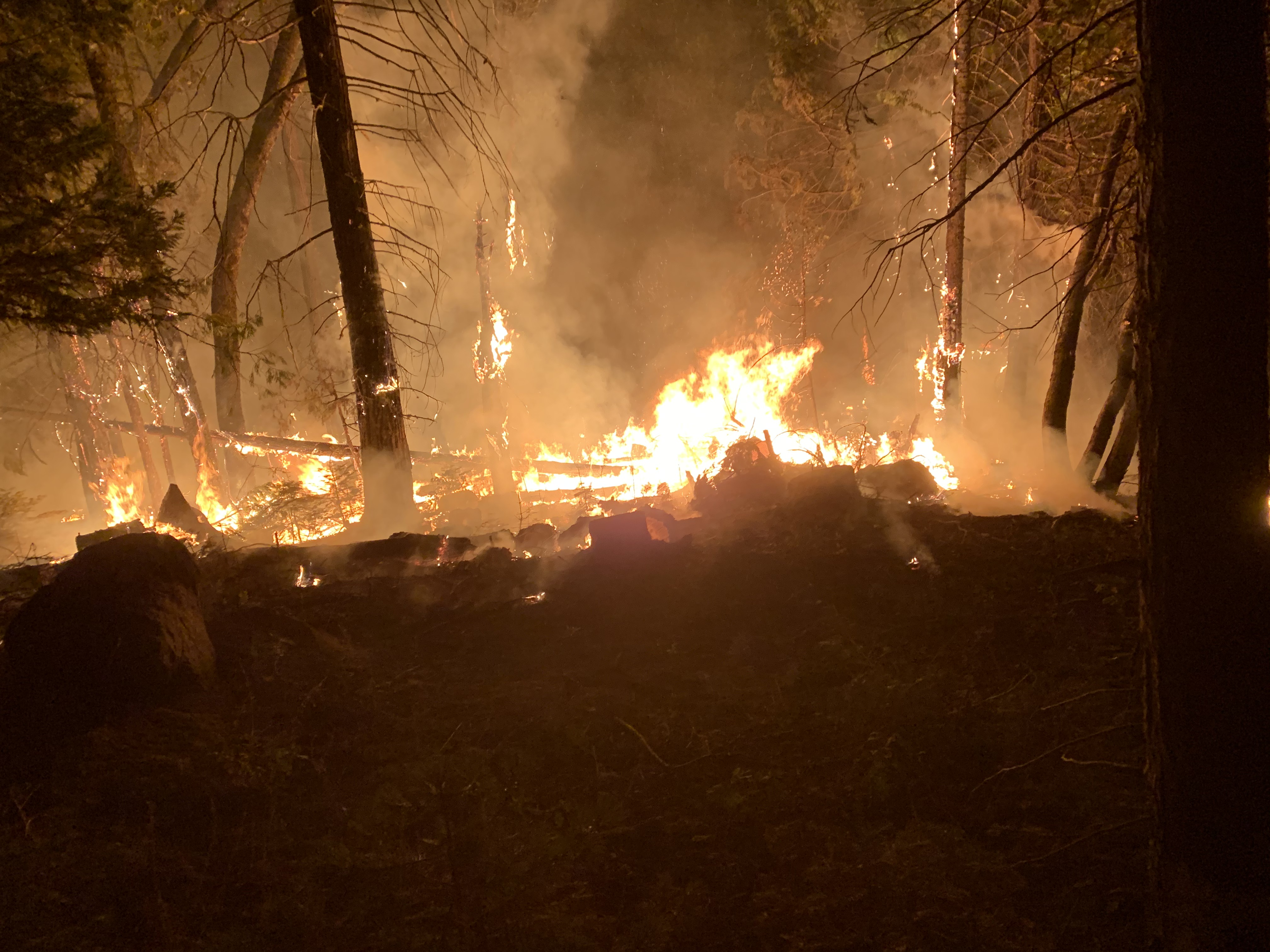
Brennender Wald (Creek Fire)

Mit Stand 22. September kämpften ca. 19.000 Feuerwehrleute gegen die Wald- und Buschbrände. Neben Feuerwehreinheiten aus anderen Bundesstaaten halfen u. a. auch Einsatzkräfte aus Israel, Mexiko und Kanada bei den Löscharbeiten.  Erschwert wurde das Löschen durch den Umstand, dass viele weitere Bundesstaaten im Westen der USA von Utah und Colorado bis Montana ebenfalls von schweren Bränden betroffen waren, wodurch Feuerwehren überlastet waren und überregionale Löschhilfe kaum möglich war. Üblicherweise treten in Arizona und New Mexico die meisten Brände Ende des Frühlings und im Frühsommer auf, während die kalifornische Brandsaison im Spätsommer beginnt und sich dann über den Herbst erstreckt. Auch in den nördlich von Kalifornien gelegenen Bundesstaaten Oregon und Washington kam es zu schweren Bränden, von denen mit Stand 10. September 2020 eine Fläche von 672.000 bzw. 500.000 acres (umgerechnet ca. 2700 bzw. 2000 km²) betroffen waren.
Ende September/Anfang Oktober kam es zu einer erneuten Rekord-Hitzewelle mit Temperaturen, die teils 30 Grad Fahrenheit oberhalb der für diese Zeit üblichen Werte lagen. Am Long Beach Airport wurden am 30. September 105 Grad Fahrenheit (ca. 40,5 °C) gemessen, 5 Grad Fahrenheit höher als der bisherige Temperaturrekord vor Ort zu dieser Zeit. Begleitet wurde diese Hitzewelle von starken Winden, wodurch die Brände angefacht wurden. Die Feuergefahr erreichte dadurch mancherorts die Warnstufe "kritisch". Für einige Orte wurden "Red Flag"-Warnungen herausgegeben, was bedeutet, dass die Wetterbedingungen "extremes Feuerverhalten" ermöglichen. Unter anderem entstanden Ende September mit dem Glass Fire, das u. a. in der Weinanbauregion Napa Valley schwere Schäden anrichtete, und dem Zogg Fire zwei weitere Waldbrände, die binnen kurzer Zeit zu enormer Größe anwuchsen. Mit Stand 1. Oktober hatten sie eine Größe von 230 bzw. 223 km². Zum gleichen Zeitpunkt waren in Kalifornien 96.000 Menschen zur Evakuierung aufgefordert. Ebenfalls Anfang Oktober gab der Leiter von Cal Fire bekannt, dass zur Eindämmung der Brände bereits ca. 4.400 km Brandschneisen geschaffen worden seien, was etwa der Entfernung San Diego bis New York entspricht.
Am 5. Oktober überschritten die Brände die Schwelle von vier Millionen acre verbrannter Fläche (ca. 16.000 Quadratkilometer). Dies ist mehr als doppelt so viel wie in der vorherigen Rekordsaison 2018 und übertrifft die Gesamtfläche des US-Bundesstaates Connecticut. Am gleichen Tag erreichte der August Complex eine Fläche von einer Million Acre (ca. 4.000 km²). Damit hatte gemäß Gouverneur Gavin Newsom alleine dieses eine Feuer mehr Fläche verbrannt als alle Waldbrände der Jahre 1932 bis 1999 zusammen.
Anfang Dezember 2020 wurde in Teilen Kaliforniens erneut die beiden höchsten Warnstufen "kritisch" bzw. "extrem kritisch" ausgerufen, als die Region von Santa-Ana-Winden getroffen wurde. Die sehr trockenen Wind erreichten dabei auf Berggipfeln und in Tälern Spitzenwindgeschwindigkeiten von 95 mph (ca. 150 km/h), wodurch Brände sich rapide ausbreiten können, dabei unberechenbar werden und eine Bekämpfung nahezu unmöglich wird. Der National Weather Service gab u. a. für Teile der Umgebung von Los Angeles eine seltene Warnung vor einer "besonders gefährlichen Situation" heraus, die sich aus der "Kombination von extrem trockener Vegetation, starken Winden und vor allem sehr trockener Luft" ergebe. So sprach ein Feuermeteorologe von Southern California Edison u. a. von Vorhandensein einer "rekordtrockenen Vegetation", die hochentzündlich sei, weswegen jeder Sturm sehr große Auswirkungen habe. Auch in Nordkalifornien wurde vor einem Offshore-Wind-Event mit erhöhter Feuergefahr gewarnt, was dort im Dezember sehr ungewöhnlich ist. In normalen Jahren ist die Brandsaison im Dezember für gewöhnlich bereits beendet, weil zu dieser Zeit für gewöhnlich schon genug Regen und Schnee gefallen sind und sich die Region bereits auf dem Weg zum Höhepunkt der Regensaison befindet. 2020 sorgte aber ein sehr beständiges Hoch dafür, dass Regenwolken großflächig nach Norden und Westen gelenkt wurden, sodass die Dürre in Kalifornien weiter verstärkt wurde, während es in Alaska zu Rekordschneefällen kam. Die Verlängerung der Trockensaison in Kombination mit erst später einsetzenden Herbstregenfällen ist ein von Klimaforschern erwarteter Effekt, der dem menschengemachten Klimawandel zugeschrieben wird. Mit der Ausdehnung der Feuersaison bis in die Wintermonate überlappte sich diese 2020 sowohl mit der windreichsten Jahreszeit als auch der besonders stark grassierenden COVID-19-Pandemie in den Vereinigten Staaten.  Letzteres wurde nicht zuletzt deshalb als problematisch beurteilt, da Ängste, sich mit dem Virus anzustecken dazu führen können, dass Menschen Evakuierungsanordnungen infolge von Feuerwarnungen ignorieren.
Um die Gefahr zu verringern, dass Stromleitungen Brände verursachen, wurde in einigen Regionen der Strom abgestellt, wovon rund 123.000 Kunden betroffen waren. Am Abend des 2. Dezember kam es dennoch zu einem Großfeuer, als ein Hausbrand auf das offene Gelände übergriff und sich anschließend angefacht von den starken Winden rapide ausbreitete. Bis zum 4. Dezember umfasste der als Bond Fire bezeichnete Brand, der zu diesem Zeitpunkt nur zu 10 % eingedämmt war, eine Fläche von 6400 acre (ca. 25,6 km²). Etwa 25.000 Menschen mussten evakuiert werden.
Auch nach der Jahreswende war die Feuergefahr noch nicht beendet, was für kalifornische Verhältnisse sehr unüblich ist. Mitte Januar 2021 stieg die Feuergefahr in Südkalifornien erneut an, da zu der noch immer bestehenden schweren Dürre und der ausgetrockneten Vegetation Sturmbedingungen hinzukamen. Aufgrund des Windes wurde vor einer gefährlichen Lage mit der Möglichkeit, sich rasch ausbreitender Waldbrände und extremen Feuerbedingungen gewarnt. Zuvor war im Winter kaum Regen gefallen, zudem lagen die Temperaturen teils im Bereich von 25 bis über 30 Grad Celsius. Auch in Nordkalifornien brachen am 19. Januar 2021 erneut mehrere Feuer aus, unter anderem in den Santa Cruz Mountains.

## Ursachen

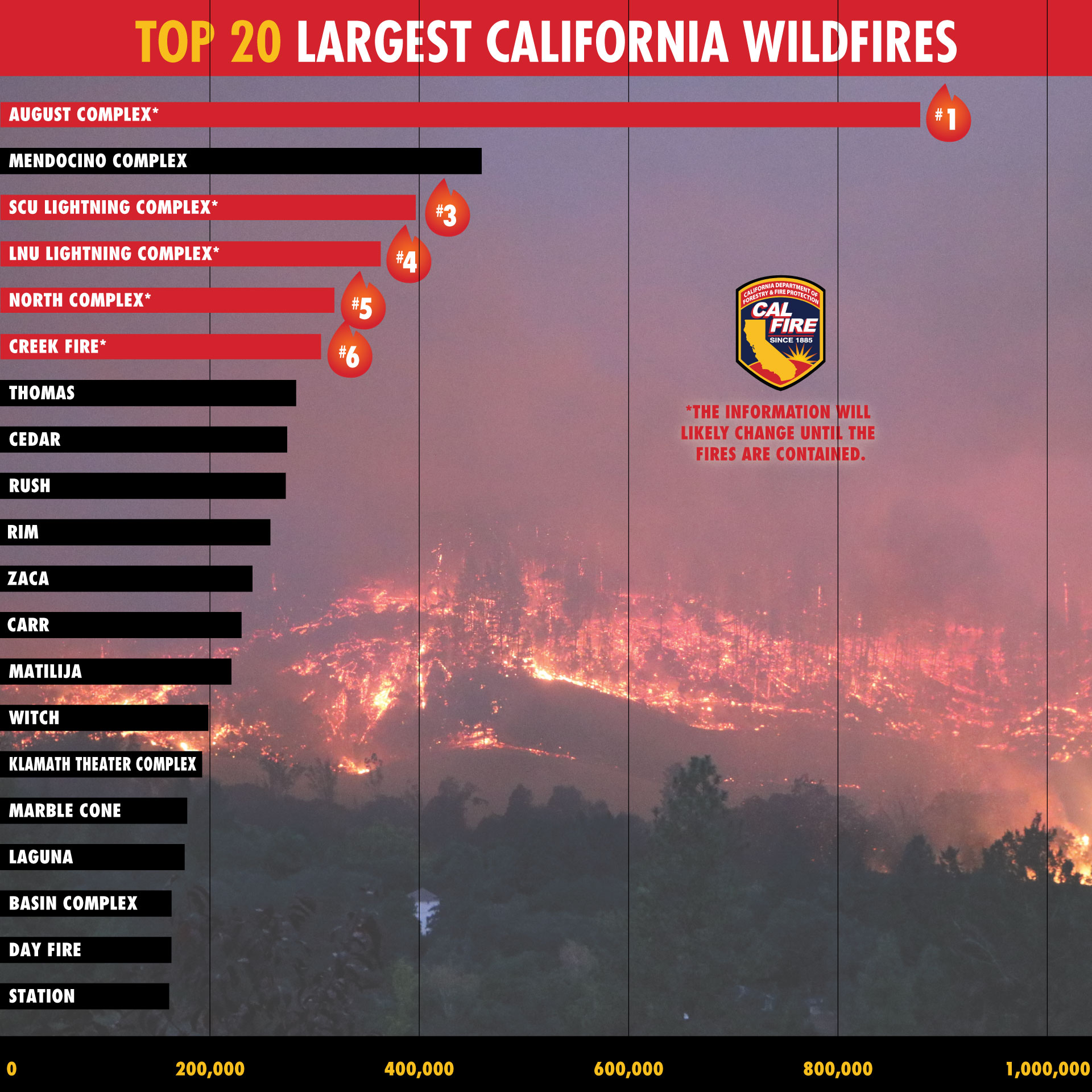
Liste der 20 größten Waldbrände in Kalifornien (seit 1932) mit dem Stand vom 30. September 2020

Als Ursache für die Schwere der Brände im ganzen Westen der USA gelten ein starkes Windereignis im Nordwesten, eine Rekord-Hitzewelle, die von windreichen Bedingungen abgelöst wurde, sowie der Klimawandel, der über höhere lokale Durchschnittstemperaturen die Vegetation austrocknet und somit anfälliger macht für Brände infolge von Funkenschlag. Als Hauptursache sehen Wissenschaftler die globale Erwärmung an : Zwar ist es schwer, einzelne Brände auf den Klimawandel zurückzuführen, jedoch führt er zu steigenden Temperaturen und veränderten Niederschlagsmustern. Damit einher gehen höhere Temperaturen und stärkere Dürren, die wiederum Feuer begünstigen. Unter anderem gab es im Winter 2019/2020 deutlich unterdurchschnittlichen Niederschlag, während es im Sommer eine starke Hitzewelle gab, in der unter anderem mit 54,4 Grad Celsius die höchste auf der Erde gemessene Temperatur aufgetreten war. Der August 2020 war der heißeste August, der jemals in Kalifornien gemessen wurde; 34 der 58 Counties brachen Temperaturrekorde. Die höchsten Temperaturanstiege verzeichneten die Counties Alameda, Contra Costa und San Joaquin, in denen ab dem 18. August das SCU-Lightning-Complex-Feuer brannte.
Eine Reihe Klimatologen betonte, dass die Waldbrände in Kalifornien ohne die Klimakrise in dieser Form sehr wahrscheinlich nicht aufgetreten wären. Die Zuordnungsforscherin Friederike Otto, Leiterin des Environmental Change Institute an der University of Oxford, erklärte: „Es besteht keinerlei Zweifel daran, dass die extrem hohen Temperaturen höher sind als ohne die vom Menschen verursachten Klimaveränderungen. Ein großer Teil der Zuordnungsliteratur zeigt nun, dass der Klimawandel in Bezug auf Hitzewellen ein absoluter Game Changer ist und Kalifornien keine Ausnahme sein wird.“ David Romps, Leiter des Berkeley Atmospheric Sciences Center, äußerte sich ähnlich: „Um es auf den Punkt zu bringen: Wurden die Hitzewelle und die Gewitter und die Trockenheit der Vegetation von der Erderhitzung beeinflusst? Eindeutig ja. Wurden sie aufgrund der globalen Erwärmung deutlich heißer, zahlreicher und trockener gemacht? Ja, wahrscheinlich ja und ja.“
Die historischen Trends deuten darauf hin, dass der menschengemachte Klimawandel bereits heute Bedingungen geschaffen hat, die immer stärker die Entstehung von Waldbränden begünstigen. Dieser Trend wird sich mit voranschreitender globaler Erwärmung aller Wahrscheinlichkeit nach weiter verstärken. Zwischen 1972 und 2018 nahm die verbrannte Waldfläche in Kalifornien um den Faktor 8 zu, während die Temperatur vor Ort um ca. 1,4 °C stieg und damit das Sättigungsdefizit der Luft erhöhte. Der klarste Beleg für die Verbindung des menschengemachten Klimawandels mit den zunehmenden Waldbränden ist dabei die durch höhere Temperaturen verstärkte Brennstofftrocknung. Von etwa Mitte August bis Mitte September 2020 war das Sättigungdefizit in Kalifornien und anderen US-Bundesstaaten an der Westküste so hoch wie nie in den vergangenen 40 Jahre in diesem Zeitraum. Gleichzeitig waren die Monate August, September und Oktober die jeweils heißesten Monate in Kalifornien seit Beginn der Aufzeichnungen im Jahr 1895.
Als weitere Ursache wird eine übertriebene Waldbrandbekämpfung und Brandverhinderung gesehen, die über Jahre zur Ansammlung von trockenem Brennstoff in den Wäldern geführt hat. Dieser wurde weder entnommen (auch weil er nicht wirtschaftlich zu verwerten ist) noch ließ man ihn kontrolliert abbrennen.

## Luftverschmutzung und Gesundheit

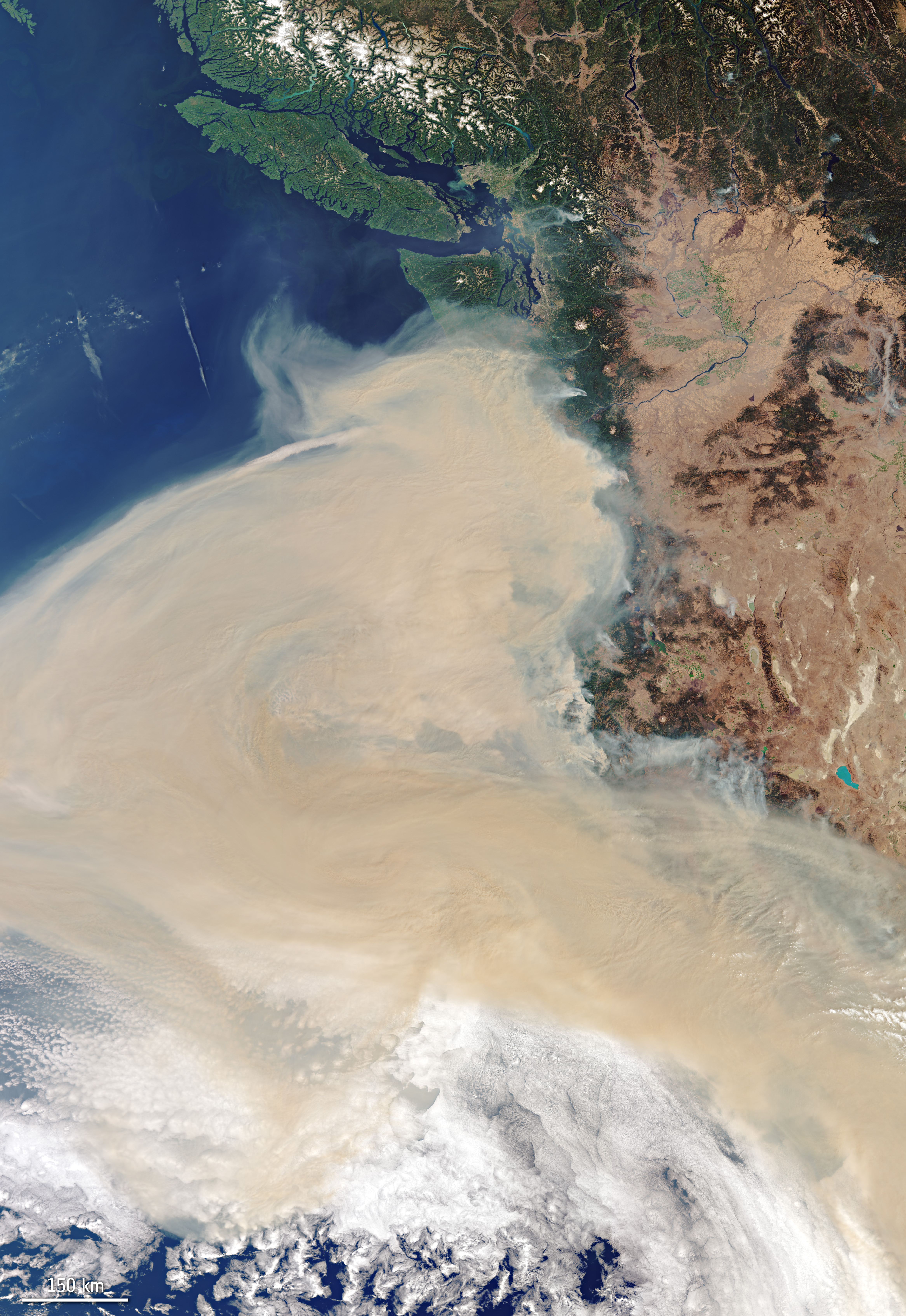
Satellitenaufnahme der Rauchwolke über den Bundesstaaten an der US-Westküste und über dem Pazifischen Ozean

Die Waldbrände verursachten enorme Rauchwolken, die zu starker Luftverschmutzung führten und tagsüber ganze Städte wie San Francisco verdunkelten. Erst nach mehreren Wochen waren diese Rauchwolken wieder aufgelöst.
Dadurch waren Millionen Menschen, gerade Ältere und Menschen mit Vorerkrankungen, einem akut gesundheitsschädigenden Ausmaß von Luftschadstoffen ausgesetzt. Dies verschärft die durch die COVID-19-Pandemie angespannte Lage im US-Gesundheitssystem vor dem Hintergrund, dass Luftverschmutzung die Symptome von COVID-19 erschweren kann. In einigen Regionen erreichte die Luftqualität die niedrigste Stufe „gefährlich“. Durch die Rauchbelastung stieg die Luftverschmutzung in San Francisco und Los Angeles wie auch weiteren Städten an der Westküste Nordamerikas so stark an, dass sie zu den zehn Städten mit der höchsten Luftverschmutzung weltweit gezählt wurden. Teilweise kam es zu Ascheregen.
Die durch die Brände verursachte zusätzliche Luftverschmutzung überkompensierte auch die infolge der Pandemie reduzierte Luftverschmutzung aus fossilen Energien, die zwischen März und Juli um 17 % zurückging. Dennoch stieg die tödlichste Form der Luftverschmutzung insgesamt um 7 % an verglichen mit 2019; hauptsächlich infolge der Waldbrände an der Westküste der USA.
Die Rauchwolken zogen über weite Strecken, vorwiegend an der Westküste, waren aber ebenso in New York City, an der US-Ostküste, sichtbar. Auch in der Schweiz war der Rauch messbar und mit bloßem Auge durch eine stärkere Orangefärbung von Sonnenauf- und Untergang zu erkennen.
Die Waldbrände stellen auch insofern eine Gesundheitsgefahr dar, als dass durch sie oder niedergebrannte Gebäude, Fahrzeuge usw. gesundheitsschädliche Stoffe wie Benzol freigesetzt werden, die in das Trinkwassersystem gelangen können und anschließend oral oder über Körperhygiene in den Körper gelangen können.

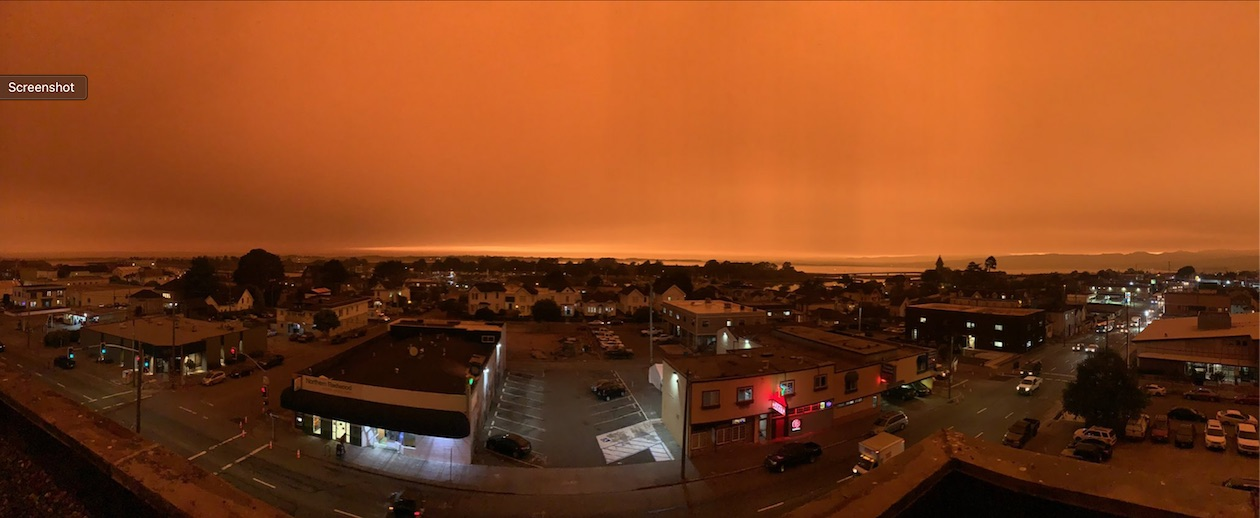
Himmel über Eureka